# 크리스틴 클로크
크리스틴 클로크(Kristen Cloke, 1968년 9월 2일 ~ )는 미국의 배우이다.

## 출연 작품
- 레이디 버드 (2018)
- 마그니피카트 (2011)
- 블랙 크리스마스 (2006)
- 윌러드 (2003)
- 데스티네이션 (2000)
- 더 레이지 (1997)
- 밀레니엄 (1996)
- 스페이스 2063 (1995)
- 가족의 한 부분 (1994)
- 닥터슬론 (1993)
- 케이지드 피어 (1992)
- 스테이 튠 (1992)
- 살인 도시 메가빌 (1990)